# Odeski Okręg Wojskowy (ZSRR)

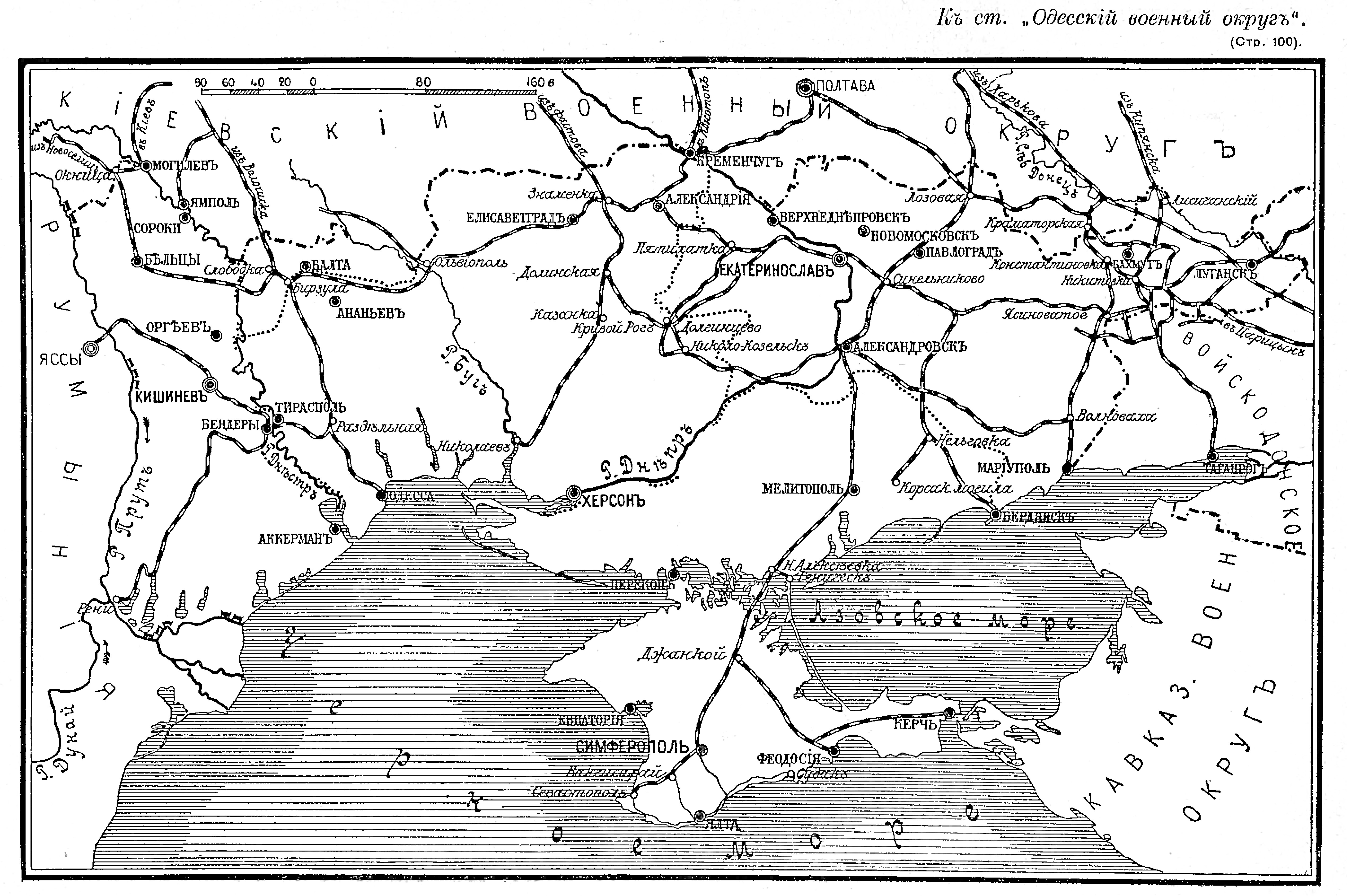
Odeski Okręg Wojskowy

Odeski Okręg Wojskowy (ros. Одесский военный округ, ОдВО) – ogólnowojskowy, operacyjno-terytorialny związek Sił Zbrojnych ZSRR.

## Historia
Utworzony rozkazem Ludowego Komisariatu Obrony nr 0157 z 11 października 1939. 
Powtórnie sformowany 23 kwietnia 1944  z dowództwem w Kirowogradzie. Na terytorium OW pozostawały początkowo 57A, następnie 7 Gwardyjska Armia, a terytorium OW obejmowało obszar trzech okręgów administracyjnych Ukraińskiej SRR (Izmaił, Odessa i Nikołajewsk) oraz obszar Mołdawskiej SRR. W kwietniu 1960 terytorium OW zostało poszerzone o okręgi Zaporoże, Krymski i Chersoński. Sztab od października 1944 znajdował się w Odessie.
W 1990 pozostawał w podporządkowaniu Głównego Dowództwa Kierunku Południowo-Zachodniego ze sztabem w Kiszyniowie.

## Oficerowie dowództwa okręgu
dowódcy okręgu
- gen. płk (od 1941) Jakow Czeriewiczenko: 11 lipca 1940 rozkaz LKO nr 0078 - ?

członkowie rady wojskowej
- komisarz korpuśny (1940) Aleksandr Kołobjakow: 29 października 1939 (rozkaz LKO nr 00379) – ?

szefowie sztabu
- gen. mjr (1940) Matwiej Zacharow: 11 lipca 1940 (rozkaz LKO nr 0078) – ?

## Struktura organizacyjna
Skład w 1990
- dowództwo Okręgu – Odessa
- 14 Gwardyjska Armia
- 32 Korpus Armijny
- 55 Dywizja Artylerii